# مایکل اس. ریگن
مایکل استنلی ریگِن (به انگلیسی: Michael Stanley Regan؛ زادهٔ ۶ اوت ۱۹۷۶ در گلدزبورو، کارولینای شمالی) مقررات‌گذار زیست‌محیطی آمریکایی است که به عنوان وزیر وزارت کیفیت زیست‌محیطی کارولینای شمالی فعالیت می‌کند. وی متخصص سابق کیفیت هوا در سازمان حفاظت از محیط زیست ایالات متحده (EPA) است. رئیس‌جمهور بایدن ریگن را به عنوان رئیس سازمان حفاظت از محیط زیست در دولت خود نامزد کرده‌است.

## سنین جوانی و تحصیل
ریگان اهل گلدزبورو، کارولینای شمالی است. وی در دانشگاه ایالتی کارولینای شمالی ای اند تی تحصیل کرد و در آنجا لیسانس علوم زمین و علوم زیست‌محیطی را دریافت کرد. وی سپس وارد دانشگاه جورج واشینگتن در واشینگتن دی سی شد و در آنجا مدرک کارشناسی ارشد مدیریت اداری را دریافت کرد.